# 大石信興
大石 信興（おおいし のぶおき）は、江戸時代前期から中期の武士。赤穂藩浅野氏の家臣。赤穂浪士四十七士の一人である大石信清の兄にあたる。

## 生涯
延宝2年（1674年）、赤穂藩士大石信澄（知行450石）の長男として生まれる。元禄2年（1689年）12月、父の死去により家督（赤穂大石分家）を相続。孫四郎の通称も受け継いだ。また450石のうち150石を弟信清に分け与えている。
元禄3年（1690年）12月6日に妹・べん（岡本重之の妻）が20歳の若さで死去。
赤穂藩改易後、討ち入りに反対し弟から義絶されている。信清が無人（赤穂大石西家）に宛てた書状に「孫四郎儀此度了簡たがひ申候につき、義絶仕り蒙り越候。扨々申すべく様も御座無く候」とある。信興は、信清が母に会ったり手紙を出すことも許さなかった。
その後は母とともに讃岐国高松へ住み、やがて上洛して京都の仁和寺の辺りに住んだ大野知房一族を支援した。浅野長矩を「時節場所をも弁へざる働き、不調法至極」と批判、関白近衛家熙に仕えた。母も近衛家に出仕し、外山局と称した。天皇家の廷臣となって禁裏御使番などを務めた。その後浪人したり名を信豊と改め米沢藩京屋敷に出入りしたりしたが、元文2年（1737年）7月に隠居し道入と称した。
寛保元年（1741年）9月6日に死去、享年68。紫野瑞光院に葬られた。

## 創作・俗説など
- 弟とともに遠縁にあたる大石良雄の盟約に名を連ねたが、元禄15年（1702年）閏8月の神文返しの際に12日付けで脱盟した。この脱盟は兄弟のどちらかが生母の面倒を見るためであり、信清とくじで脱盟を決めたという設定が「忠臣蔵」の芝居や講談「義士銘々伝」でされる場合がある[5]。
- 赤穂藩士で再仕官が叶った人物だが、従兄弟の大石良麿も近衛家に仕えた経験があるので、その縁故を頼ったとも考えられる。

## 小説
- 山田風太郎『忍法忠臣蔵』で信興は、能登忍者の忍法で懐柔され義盟から脱落、のち上杉家京都藩邸に仕え、廷臣となって禁裏御使番などを務める。